# Legge Galasso
La legge 8 agosto 1985, n. 431 (nota come legge Galasso dal proponente Giuseppe Galasso, sottosegretario per i Beni culturali ed ambientali) è una legge della Repubblica Italiana, che ha introdotto a livello normativo una serie di tutele sui beni paesaggistici e ambientali.

## Quadro storico e normativo
Primo provvedimento organico dell'Italia repubblicana sulla materia della gestione del territorio. In precedenza l'unica disposizione emanata in tema fu la legge 29 giugno 1939, n. 1497.
Nel 2004 la normativa della “legge Galasso” è stata integrata nel Codice dei beni culturali e del paesaggio.

## Il contenuto
La legge stessa suddivise le bellezze naturalistiche in categorie, previde forme di tutela valide su tutto il territorio nazionale e introdusse una specifica disciplina autorizzatoria. 

### Vincoli all'edificazione
L'azione di tutela all'interno delle aree individuate secondo le direttive della legislatura non esclude totalmente l'attività edificatoria, ma la sottopone all'approvazione degli enti preposti alla tutela, nonché al Ministero dei beni culturali ed ambientali. Nel caso di abusi non è inoltre prevista la possibilità di ottenere concessioni edilizie in sanatoria, unitamente alle sanzioni pecuniarie è previsto il ripristino dello stato dei luoghi a carico di colui che commette l'abuso.

### Obblighi a carico delle regioni italiane
Le regioni vengono obbligate alla redazione di un piano paesistico (o urbanistico territoriale) che tuteli il territorio e le sue bellezze, in particolare i piani possono anche porre la totale inedificabilità in: aree alpine al di sopra dei 1600 metri, aree appenniniche al di sopra dei 1200 metri, a distanza di 300 metri dalla riva di mari e laghi e 150 metri dalle sponde di fiumi e torrenti, sui vulcani, nelle zone umide italiane della lista di Ramsar, in aree di interesse archeologico, università agrarie (gestori dei beni di uso civico), nei boschi o nella vegetazione assimilata definita con riferimento al D.Lgs. 227/2001. Tutte le aree individuate dalla Galasso sono sottoposte alla giurisdizione demaniale.

### Diritti d'uso
La legge Galasso ristabilisce inoltre i civici diritti d'uso gratuiti che spettano agli appartenenti ad una stessa comunità (es.: godere di un pascolo, utilizzare i frutti di un bosco, fare legna, ecc.). La nascita di tali diritti affonda le radici in tempi medievali, in tempi moderni hanno perso di attualità, per cui i proprietari possono affrancare le aree gravate da questi diritti cedendo parte dell'area alla comunità o pagando.